# Света Петка (Велгощи)
„Света Петка“ (на македонска литературна норма: „Света Петка“) е възрожденски православен манастир в Северна Македония, разположен във Велгощката парохия на Охридското архиерейско наместничество на Дебърско-Кичевската епархия на Македонската православна църква – Охридска архиепископия.

## Местоположение
Манастирът се намира над село Велгощи, на рида Олмец. До входа му води асфалтиран път.

## История
Манастирът включва църква, конаци, помощни помещения и трапезария. Манастирската църквата „Света Петка“ е изградена „по повеление на цар султан Абдул Хамид с помощта на народа, по времето на игумен отец Наум Илинчев, на 22 май, лето 1890“.
„Света Петка“ е еднокорабна базилика с два купола. Иконостасът е нов, но има икони, регистрирани като паметници на културата, между които една икона на Света Богородица с Христа. Под сегашната църква има остатъци от пещерна църква. Църквата е разширена в 1922 година по време на свещеника от Велгощи Алексо Шокароски. За изграждането на манастира „Света Петка“ има легенда, която гласи, че велгощани започнали да градят църква в знак на благодарност към светицата за добрите дела. Градежът започвал в близост до селото, но през нощта Света Петка разваляла изграденото през деня. Това се повторило два дни и на третия ден майсторите поставили стража и светицата им казала, че разваля градежа, защото не иска да е до селото, а на сегашното му място.
В манастира „Света Петка“ над селото всяка година се провежда художественият фестивал „Цвет и корен“. 

## Галерия
- Вътрешността на манастира
- Портата от пътя
- Чешма
- Входът на манастира
- Поглед към манастира
- Конаците